# Omitama
Omitama (小美玉市, Omitama-shi) est une ville située dans la préfecture d'Ibaraki, sur l'île de Honshū, au Japon.

## Géographie

### Situation
Omitama se trouve dans le centre de la préfecture d'Ibaraki.

### Démographie
En juillet 2022, la population de la ville d'Omitama était de 47 769 habitants, répartis sur une superficie de 144,74 km2.

### Climat
Omitama a un climat continental humide caractérisé par des étés chauds et des hivers frais avec de légères chutes de neige. La température moyenne annuelle à Omitama est de 13,7 °C. La pluviométrie annuelle moyenne est de 1 357 mm, septembre étant le mois le plus humide. Les températures sont les plus élevées en moyenne en août, à environ 25,6 °C, et les plus basses en janvier, à environ 2,8 °C.

### Hydrographie
Le lac Kasumigaura se trouve au sud de la ville.

## Histoire
La ville d'Omitama a été créée le 27 mars 2006 de la fusion des bourgs d'Ogawa et de Minori et du village de Tamari.

## Transports
La ville est desservie par la ligne Jōban de la JR East.
L'aéroport d'Ibaraki se trouve sur le territoire d'Omitama.

## Jumelage
Omitama est jumelée avec Abilene aux États-Unis.